# Club d'escacs Ruy López
El Club d'escacs Ruy López fou un club d'escacs de Barcelona, ja desaparegut, i una de les principals entitats escaquístiques de Catalunya entre els anys 1930 i els anys 1960.
El Club d'escacs Ruy López es va fundar el 23 de maig de 1923, en un bar de la Ronda de Sant Antoni, 34, de Barcelona. Fou Campió de Catalunya per equips el 1930. Formaren part del club, al llarg de la seva història, els Campions d'Espanya Antonio Medina García i Jaume Lladó Lumbera, els Campions de Catalunya Romà Bordell i Rosell i Lluís G. Cortés, i els subcampions de Catalunya Joan Solà, Agustí Ingelmo, entre d'altres.

## Club d'escacs Ruy López-Tívoli
El 22 de gener de 1926 es fundà, al Café Tívoli del Carrer de Casp, el Club d'escacs Tívoli. El 22 d'agost de 1930 es van fusionar el Tívoli i el Ruy López, adoptant el nom de Club d'escacs Ruy López-Tívoli, amb seu al Café Tívoli. El Ruy López-Tívoli fou Campió de Catalunya per equips en dues ocasions, el 1934 i el 1949. Quan aquest es va enderrocar, el club es traslladà a la Granja Urquinaona, i l'11 de juny de 1957 tornà al nom original de Club d'escacs Ruy López, com a secció dins el Centro Hispano-Americano.

## Club d'escacs Ruy López-Paluzie
El Club d'escacs Paluzie es va fundar en un bar del carrer de les Carolines, el 24 de juny de 1953. Posteriorment, cap a l'any 1.959, es va traslladar al Café Vienès, al cap d'amunt del Passeig de Gràcia. Després de diversos èxits, (fou Campió de Catalunya per equips el 1960, quan hi jugava, entre altres Joan Segura) es va fusionar amb el Ruy López, el 21 de novembre de 1961, adoptant el nom de Club d'escacs Ruy López-Paluzie. Aquest darrer club fou Campió de Catalunya per equips tres vegades, els anys 1963, 1965, i 1966. En formà part, entre d'altres, Esteve Pedrol i Albareda.